# جزیره الخور
جزیرهٔ الخور (عربی: جزیرة الخور), که با نام‌های جزیرهٔ بن غانم و جزیرهٔ ارغوانی نیز شناخته می‌شود، جزیره‌ای واقع در شهرداری الخور در ساحل شمال شرقی قطر است که تنها سایت باستان‌شناسی کشور قطر محسوب می‌شود و قدمت سکونت در آن به هزارهٔ دوم پیش از میلاد می‌رسد.چهار دورهٔ اصلی سکونت انسانی در این جزیره وجود دارد که قدمت آنها به اوایل سال ۲۰۰۰ پیش از میلاد تا اواخر ۱۹۰۰ پس از میلاد بازمی‌گردد. این جزیره بیشتر به دلیل آنکه محل فعالیت صنعت رنگ بنفش در دورهٔ کاسیان در هزارهٔ دوم پیش از میلاد بود شناخته شده‌است. مأموریت باستان‌شناسی فرانسه در قطر، به رهبری ژاک تیکسیر، این مکان را در سال ۱۹۷۶ کشف کرد.

## جغرافیا
جزیرهٔ الخور تقریباً در ۵۰ کیلومتری شمال دوحه واقع شده‌است و توسط یک مسیر خاکی که از تعدادی نهر می‌گذرد به خاک اصلی کشور متصل می‌شود.
این جزیره با مساحت ۱٫۶۷ کیلومتر مربع در ضلع شرقی یک خلیج پناه گرفته‌است که مشرف به شهر الخور است. عرض خلیج از ۲٫۲ تا ۶٫۵ کیلومتر متغیر است. در انتهای جنوبی آن توسط کانالی به عرض تقریباً ۷۵۰ متر به دریای آزاد متصل می‌شود. مانگروهای زیادی («حرا») در سواحل جنوب شرقی و شرقی آن یافت می‌شوند. هیچ آب آشامیدنی در جزیره کشف نشده اما منابع شناخته‌شده در نزدیکی آن هستند.
سنگ آهک‌های متعددی را می‌توان در اینجا مشاهده کرد که بلندترین آنها تقریباً ۸٫۵ متر (۲۸ فوت) است. در ساحل، سازندهای شکننده و همسطح سنگ ساحلی وجود دارد که بر روی آنها پوسته‌های مختلف حلزون دریایی وجود دارد. در حالی که رخنمون‌های نسبتاً مرتفع حاوی آثاری از سازه‌های دست‌ساز مانند تپه‌های تدفین هستند، اکثریت قریب به اتفاق اکتشافات باستان‌شناسی در مناطق سطح اطراف این رخنمون‌ها انجام شده‌است.

## نگارخانه

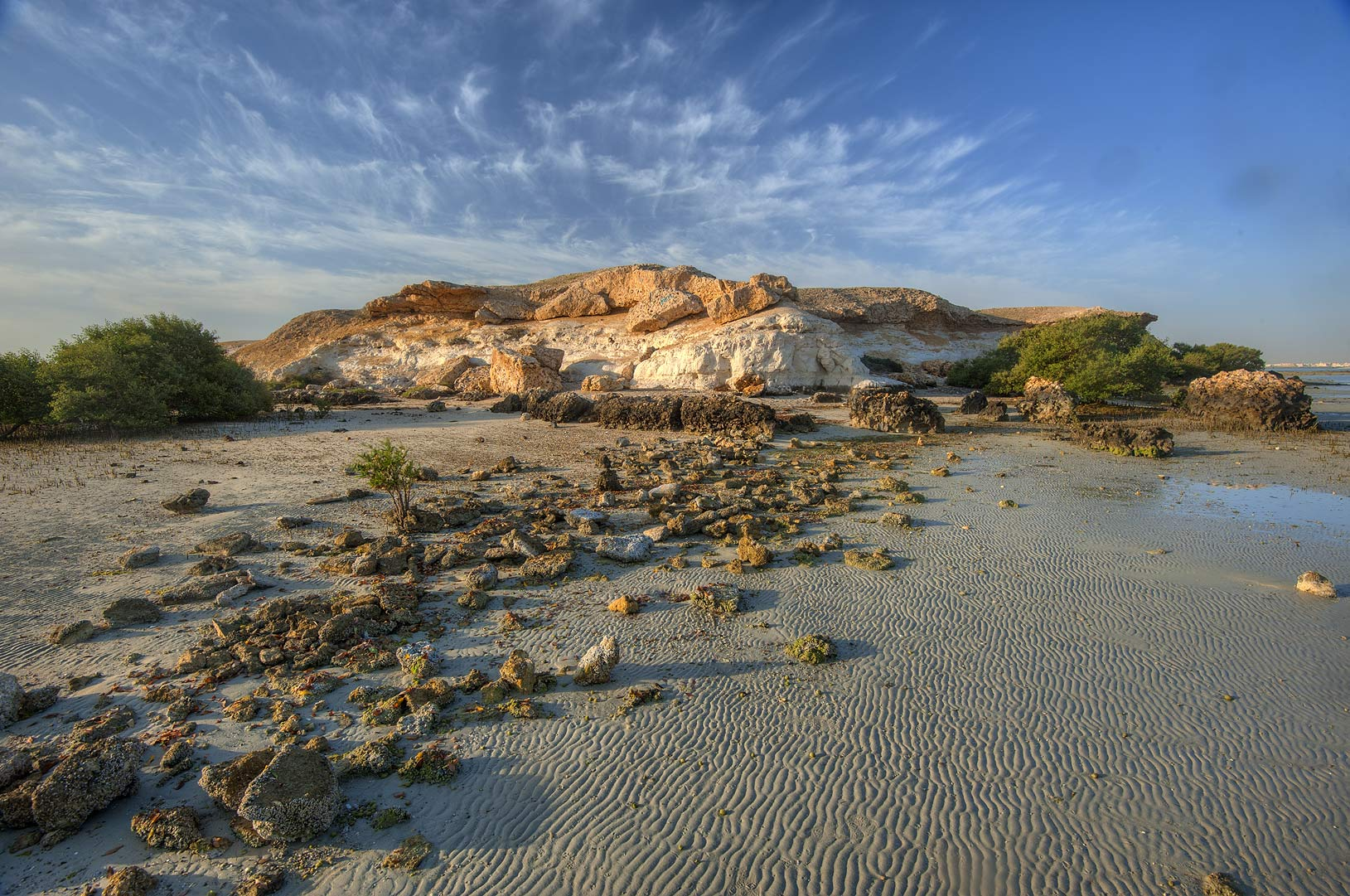
تپه‌ای در انتهای شمالی جزیرهٔ الخور
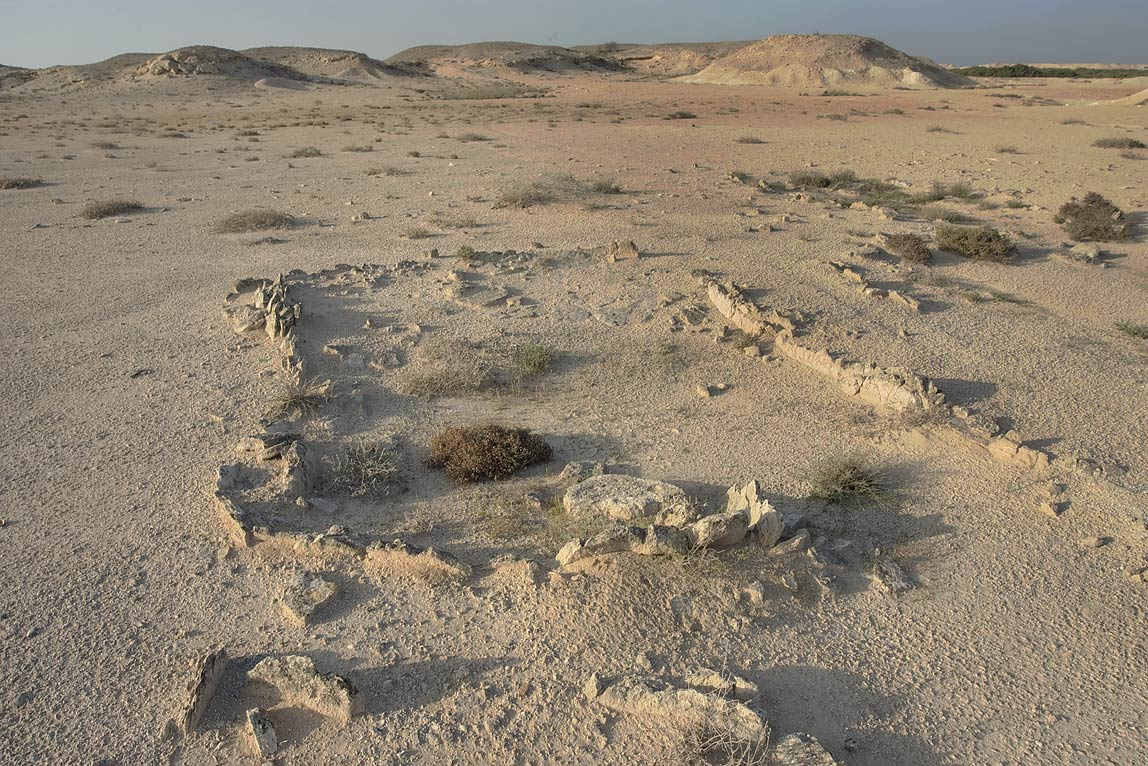
محوطهٔ باستان‌شناختی کاسی‌ها در جزیرهٔ الخور
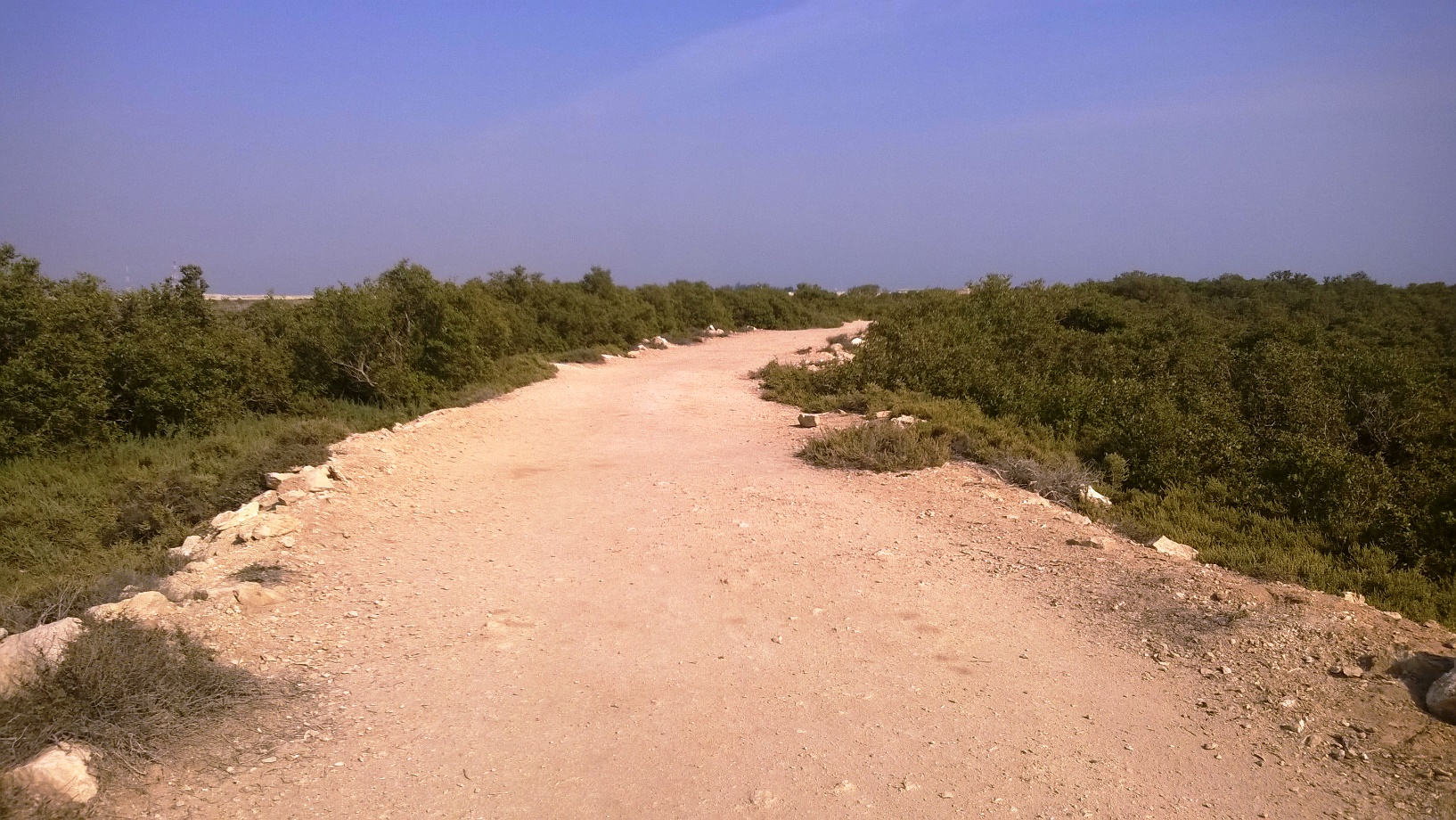
مسیر خاکی در جزیرهٔ الخور
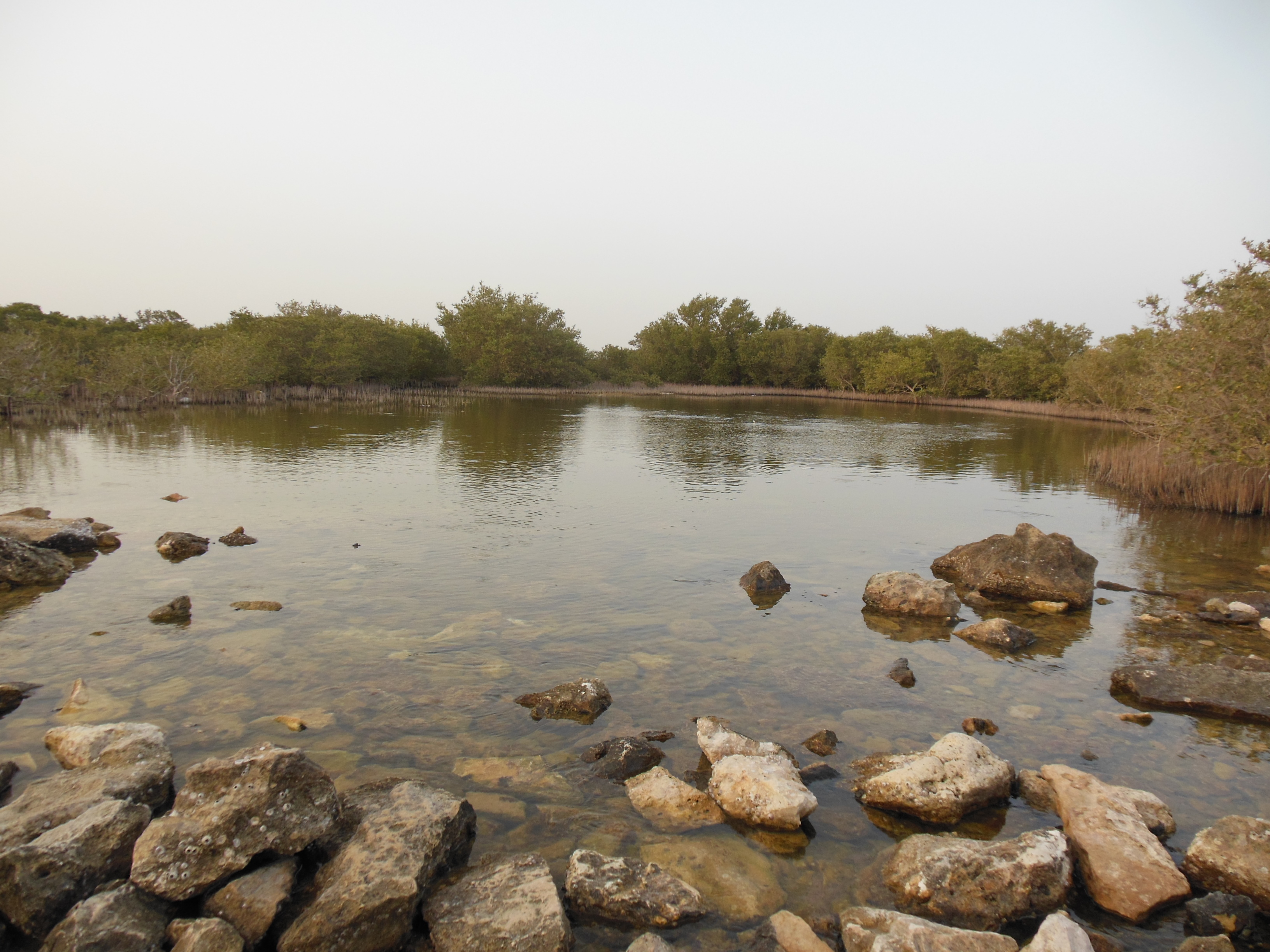
پوشش گیاهی جزیرهٔ الخور